# 張興世
張 興世（ちょう こうせい、420年 - 478年）は、南朝宋の軍人。字は文徳。もとの名は世といい、明帝のときに興世と改名した。本貫は竟陵郡竟陵県。

## 経歴
若いときには家が貧しく、竟陵郡太守の宗珍之を頼って、その客となった。竟陵郡の旧治に軍府が置かれ、その参軍督護に任じられたが、就任しなかった。無官のまま王玄謨の下で少数民族の討伐にあたり、戦いのたびごとに捕虜や戦利品を得て、王玄謨の部将たちにも戦功の及ぶ者がなかった。張世は建康におもむき、文帝に戦果を報告すると、その胆力を賞賛された。後に武陵王劉駿に従って尋陽に駐屯し、南中参軍督護に任じられた。元嘉30年（453年）、劉劭が文帝を殺害すると、張世は柳元景の下で先鋒をつとめた。劉劭の乱が平定されると、張世は員外将軍の号を受け、従隊を率いた。孝建元年（454年）、南郡王劉義宣が反乱を起こすと、張世は王玄謨の下で従軍して梁山に進出し、戦功を挙げた。建平王劉宏の下で中軍行参軍となり、長刀を率いた。さらに西平王劉子尚の下で直衛となった。劉子尚に従って台城に入ったが、護衛の任を忘れて遊び回っていたため、投獄され免官された。無官のまま直衛の任をつとめることとなった。
大明末年、員外散騎侍郎の位を受け、そのまま宣威将軍・隨郡太守に任じられた。泰始2年（466年）、明帝即位に対する反乱が起こると、張世は龍驤将軍の号を受け、水軍を率いて南方の反乱軍と赭圻で対峙した。反乱軍は湖口に2城を築き、陳慶が水軍を率いてその前方に遊弋していた。張世は佼長生・董凱之らを率いて2城を攻め落とし、陳慶を撃破した。このころ明帝の軍は赭圻に拠り、反乱軍は鵲尾に駐屯して、持久戦となって決着がつかなかった。張世は長江上流の反乱軍の補給線を断つ作戦を発案し、夜間にひそかに黄道檦を派遣して銭渓を占拠させ、城塞を建てさせた。翌朝、張世も銭渓に入った。反乱軍の将の劉胡が銭渓を奪回すべくやってきたが、張世は挑戦に応じず、築城の作業を続けさせた。劉胡を近くまで引きつけると、張世は寿寂之と任農夫に壮士数百を率いさせて劉胡を撃破した。
銭渓の城塁の防備が固まらないうちは、劉休仁が濃湖の反乱軍を攻撃して引きつけ、連日苦戦していた。銭渓の城塞が確立すると、張世は反乱軍の糧道を断ち、反乱軍は飢えるようになった。劉胡が沈仲玉を派遣して南陵の食糧を運ばせようとしたが、張世は寿寂之・任農夫・李安民らとともに3000人を率い、貴口で沈仲玉を撃破して、その食糧を奪った。反乱軍は大敗し、劉胡・袁顗らは敗走した。張世は反乱軍を追撃して、呉喜とともに江陵を平定した。左軍将軍の号を受け、都督豫司二州南豫州之梁郡諸軍事・豫州刺史に任じられ、作唐県侯に封じられた。建康に召還されて游撃将軍の号を受けた。
海を渡って北魏を攻撃し、仮の輔国将軍となったが、勝利できずに帰還した。泰始4年（468年）、太子右衛率に転じた。さらに本官のまま驍騎将軍の号を加えられた。泰始5年（469年）、左衛将軍の号を受けた。泰始6年（470年）、中領軍劉勔が広陵に駐屯することとなったが、興世が代行して軍を率いた。泰豫元年（472年）4月、持節・都督雍梁南北秦四州郢州之竟陵隨二郡諸軍事・冠軍将軍・雍州刺史に任じられた。まもなく寧蛮校尉の位を加えられた。元徽2年（474年）、桂陽王劉休範が反乱を起こすと、興世は出征の準備をしたが、出立する前に反乱は鎮圧された。征虜将軍の号を受けた。元徽3年（475年）、建康に召還されて通直散騎常侍・左衛将軍となった。元徽5年（477年）、病のため光禄大夫の位を受けて、職任からは退いた。昇明2年（478年）、死去した。享年は59。

## 子女
- 張欣業
- 張欣華
- 張欣泰
- 張欣時（南朝斉の始安国内史）

## 伝記資料
- 『宋書』巻50 列伝第10
- 『南史』巻25 列伝第15